# UR 501
UR 501 (de son nom complet HCRP UR 501) est le nom de code d’une mandibule fossile de l'espèce éteinte Homo rudolfensis, découverte en 1991 au Malawi par Tyson Mskika, membre de l'équipe du paléoanthropologue allemand Friedemann Schrenk et de son collègue américain Timothy Bromage. 

## Découverte
La mandibule fut découverte en 1991 à proximité du village d'Uraha (d'où UR), près de Karonga, sur la rive ouest du lac Malawi.

## Description
Les incisives et les canines sont manquantes, mais le fossile a conservé quatre molaires et prémolaires de chaque côté. Les dents sont caractéristiques du genre Homo et ressemblent à celles de la mandibule KNM-ER 1802, découverte près du fossile KNM-ER 1470, holotype d'Homo rudolfensis, à Koobi Fora, au Kenya.

## Datation
Datée de 2,4 à 2,5 millions d’années, cette mandibule bien préservée est l'un des restes fossiles attribués au genre Homo les plus anciens jamais découverts,,, après le fragment de mandibule LD 350-1, daté de 2,75 à 2,8 millions d’années, découvert en 2013 en Éthiopie.